# فرانك أوهارا
فرانك أوهارا (بالإنجليزية: Frank O'Hara)‏ هو أمين متحف وكاتب وصحفي وكاتب مسرحي وشاعر أمريكي، ولد في 27 مارس 1926 في بالتيمور في الولايات المتحدة، وتوفي في 25 يوليو 1966 في ماستيك بيتش في الولايات المتحدة بسبب حادث مرور.

## وصلات خارجية
- فرانك أوهارا على موقع الموسوعة البريطانية (الإنجليزية)
- فرانك أوهارا على موقع ميوزك برينز (الإنجليزية)
- فرانك أوهارا على موقع إن إن دي بي (الإنجليزية)
- فرانك أوهارا على موقع ديسكوغز (الإنجليزية)